# Gaga monstraparva
Gaga monstraparva — вид папоротей родини птерисових (Pteridaceae). Відкритий у 2012 році дослідниками Університату Дюка.

## Назва
Назва «monstraparva» посилається на фанів американської співачки Леді Гаги, які відомі як «маленькі монстри», оскільки їхнім символом є витягнута рука із «пазурами монстра», котрі нагадують щільно загорнуті молоді листки папороті перед початком їхнього розгортання.

## Поширення
Вид поширений на півдні Мексики.